# Espai euclidià complex
En matemàtiques, l'espai euclidià complex, espai de coordenades complexes o espai complex n-dimensional) és el conjunt de totes les n-ples ordenades de nombres complexes. Es denota com {\displaystyle \mathbb {C} ^{n}}, i és una n-varietat resultat del producte cartesià del pla complex {\displaystyle \mathbb {C} } aplicat sobres si mateix. Simbòlicament,
{\displaystyle \mathbb {C} ^{n}=\{(z_{1},\dots ,z_{n})|z_{i}\in \mathbb {C} \}}
o
{\displaystyle \mathbb {C} ^{n}=\underbrace {\mathbb {C} \times \mathbb {C} \times \cdots \times \mathbb {C} } _{n}.}
Las variables {\displaystyle z_{i}} són les coordenades (complexes) en l'espai n-complex.
L'espai de coordenades complexes és un espai vectorial sobre els nombres complexes, amb la suma per components i la multiplicació escalar. Les parts real i imaginària de les coordenades configures una bijecció de {\displaystyle \mathbb {C} ^{n}} respecte a l'espai de coordenades real {\displaystyle \mathbb {R} ^{2n}}. Amb la topologia euclidiana estàndard, {\displaystyle \mathbb {C} ^{n}} és un espai vectorial topològic sobre els nombres complexes.
Es diu que una funció en un subconjunt obert de l'n-espai complex és holomòrfica si és holomorfa en cada coordenada complexa per separat. L'anàlisi multivariable complexa és l'estudi de tals funcions holomòrfiques amb n variables. De manera més general, l'n-espai complex és l'espai destí dels sistemes de coordenades holomòrfiques en varietats complexes.